# Isla Tarahiki
La Isla Tarahiki (en inglés: Tarahiki Island) también conocida como la Isla Shag, es una isla de 6 hectáreas (15 acres) en el Golfo Hauraki de Nueva Zelanda. Su punto más alto alcanza los 68 m (223 pies) sobre el nivel del mar y se encuentra a 15,6 kilómetros (9,7 millas) de la parte continental y a alrededor de 3 km (1,9 millas) al este de la isla Waiheke. Es bien conocida por su colonia de reproducción de hasta 700 Phalacrocorax punctatus.